# Jan van de Kerkhof

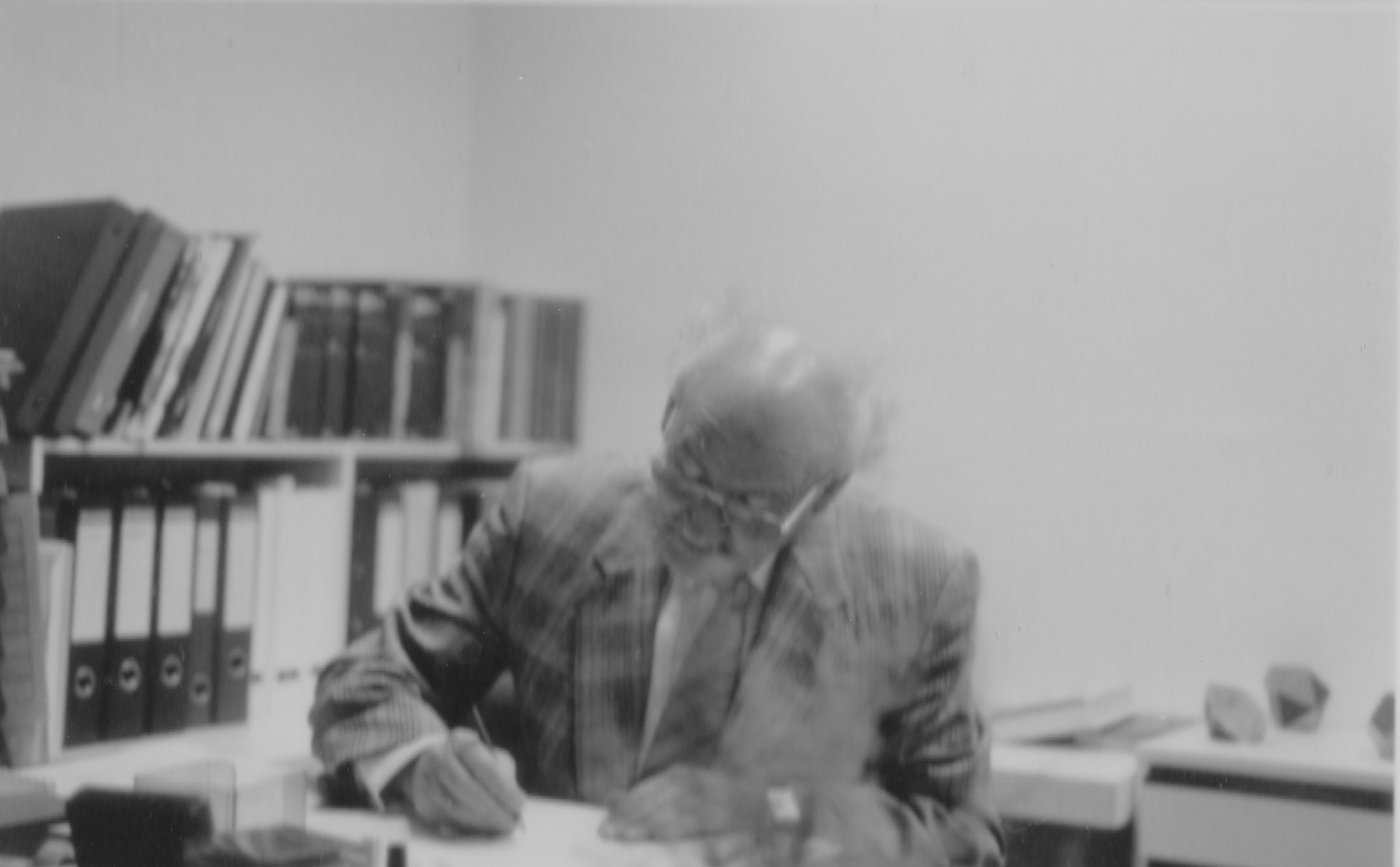
Jan van de Kerkhof bereidt zijn cursus voor

Petrus Johannes (Jan) van de Kerkhof (24 mei 1927 – 13 december 2005). Als onderwijzer, hoofd van de school, opleider en ontwikkelaar van leermiddelen was hij een overtuigd volger en pleitbezorger van de ideeën van Maria Montessori. Hij was hoofd van de Alchvinschool in Wassenaar en van de John F. Kennedyschool in Den Haag. Ook was hij verbonden aan het Montessori Educatie Centrum van leermiddelenfabriek Nienhuis Montessori in Zelhem. Naast zijn reguliere werk in het onderwijs heeft hij vele leerkrachten opgeleid in de Montessorimethode, in Nederland en Duitsland.

## Artikelen
- (de)  Die konstruktiven Dreiecke; in: Montessori - Werkbrief 52/53-1979[3]